# Berengarija Leonska
Berengarija Leonska (španjolski Berenguela de León) (1204. – 12. travnja 1237.) bila je latinska carica Carigrada, kći kralja Alfonsa IX. Leonskog i njegove sestrične, kraljice Berengarije Kastiljske. Berengarija je bila unuka Eleonore Engleske i sestra Ferdinanda III. Svetog.
Berengarija se u Toledu 1224. udala za Ivana od Briennea kao njegova treća žena, a on je bio kralj Jeruzalema. Ovo je popis njihove djece:
- Marija[4]
- Alfons[5]
- Luj[6]
- Ivan[7]

1231. Ivan je okrunjen za latinskog cara. Berengarija je bila njegova jedina carica. Njegova je prva žena bila Marija Jeruzalemska.